# ペルミ
座標: 北緯58度0分 東経56度19分 / 北緯58.000度 東経56.317度
ペルミ（ペルム；ロシア語:Пермьピェールミ；ラテン文字転写の例:Perm’ ）は、ロシアの都市。ウラル山脈西側の麓、カマ川の両岸に広がる。沿ヴォルガ連邦管区に属するペルミ地方の州都で、人口は約103万人（2023年）。
工業都市として、機械工業、石油・化学工業、木材加工、軍事産業などが盛ん。シベリア鉄道が通る鉄道の分岐点で、陸上・水上交通の要衝でもある。モスクワから1,385km。ペルミII駅（ペルミ・ドヴァー）が中心的な鉄道駅となっている。
1723年に建設される。1781年からペルミ市。1940年から1957年までは、モロトフ（Молотов）と呼ばれていた。1870年に創立されたペルミ国立オペラ・バレエ劇場が有名。ペルミ国立大学やペルミ国立工科大学などの高等教育機関がある。
地質学用語のペルム紀はこの街の名にちなむ。

## 歴史

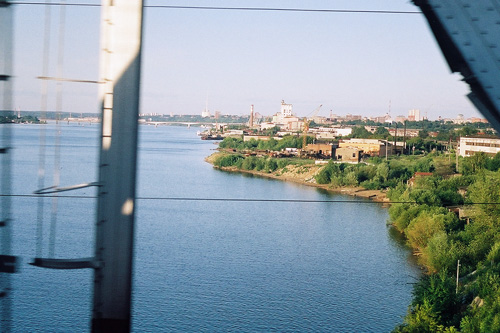
ペルミでカマ川を渡るシベリア鉄道の鉄橋から

中世初期のペルミ一帯には、多神教を奉じるフィン・ウゴル族の部族が、北東をヴォルガ・ブルガール人と接しつつ、居住していた。13世紀から14世紀にかけて、ロシア人の交易者やキリスト教の宣教師がノヴゴロドや後にはモスクワから去来し、この地方に最初の居留地を築いた。この地域の住民を最初にキリスト教（正教会）に改宗させたのは聖人ペルミのステファンであるとされている。15世紀にはいると、毛皮の取引で大きな収益を上げていたペルミ一帯は、ノヴゴロドとモスクワの争いの焦点となり、最終的に1472年モスクワ大公領となった。15世紀末から16世紀初頭にかけて、兵士や商人、キリスト教の修道士や聖職者に引き続いて、モスクワ大公の行政官や農民が西ロシアから入植してきた。
ペルミが最初に史料に登場するのは1647年で、イェゴシカ（Yegoshikha）村として登場する。しかしながら実質的には、現在のペルミ市の歴史は、ピョートル1世治下でのウラル地方の開拓と共にはじまる。ヴァシーリイ・タチシェフ (Vasily Tatishchev) が、皇帝により、ペルミおよびエカテリンブルクの工場の支配人として任命された。
ペルミは1723年5月15日（ユリウス暦5月4日）に開基され、1781年には町に昇格した。1797年にはすでにこの地方の行政上の中心地として、ペルミ県（グベールニャ）の県庁所在地となっている。

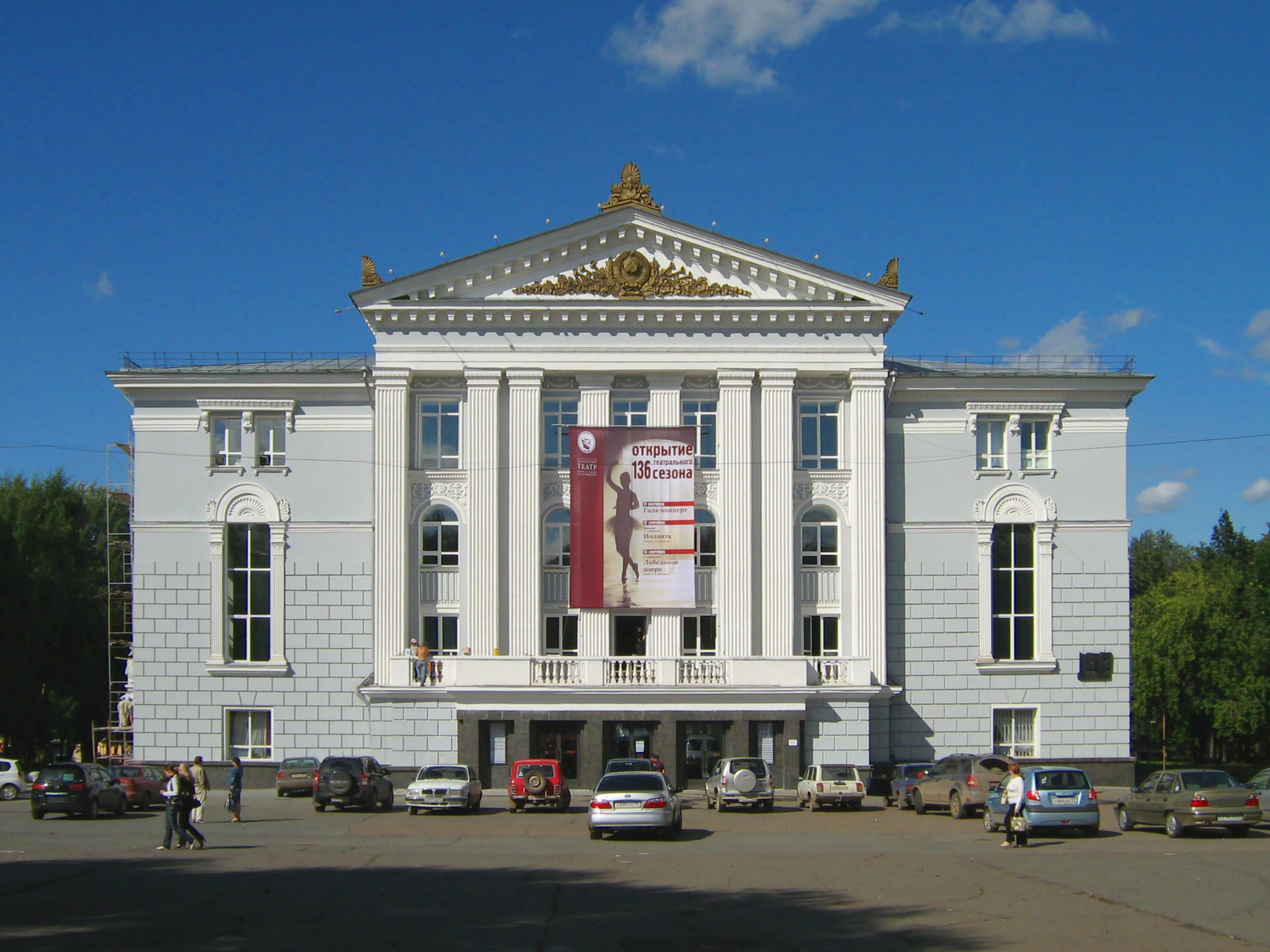
ペルミ・オペラ・バレエ劇場

ペルミは交易と工業の中心地となり、1860年代には人口が2万人を超えた。金属工業、製紙業、蒸気船製造が行われ、工場の一つにはイギリス人が出資していた。1870年にはオペラハウスが設置され、1871年にはロシアで最初のリン工場が建設された。1916年にはペルミ大学が開設された。ペルミ大学は今日でもロシアの主要大学のひとつである。
ロシア革命が起こり内戦が始まると、ペルミに武器工場があったことから、ペルミは各陣営の主要な占領目的となった。1918年12月、シベリア白軍のアレクサンドル・コルチャーク提督がペルミを占拠したが、数ヵ月後には赤軍に奪取された。ペルミ・チェーカーの命令下、1918年6月12日、ミハイル・アレクサンドロヴィチ大公は、秘書のニコラス・ジョンソンとともにペルミの郊外で処刑された。その数週間後、ペルミ大主教のアンドロニク・ニコリスキイが、市内でボルシェビキにより殺害された。
2000年、ロシア正教会は、他の多くの新致命者や表信者とともに、ニコリスキイを「新神品致命者、ペルミの大主教、アンドロニク」として列聖した。ニコリスキイは日本正教会の初代京都主教でもあり、正教会で日本にゆかりのある二人目の聖人となった。
ソビエト連邦時代も、ペルミはこの地方の工業と政治の中心となった。1930年代には航空産業がペルミの主要産業に加わった。工業の発展は1940年代も続いた。また第二次世界大戦中はロシア西部から多くの工場がペルミへ疎開し、ペルミは戦車生産の中心地となった。1940年から1957年までは、ヴャチェスラフ・モロトフにちなみモロトフ市と改称されている。
今日ペルミの総人口の8割は工業生産に従事している。

## 交通
- ペルミ市電

## 姉妹都市

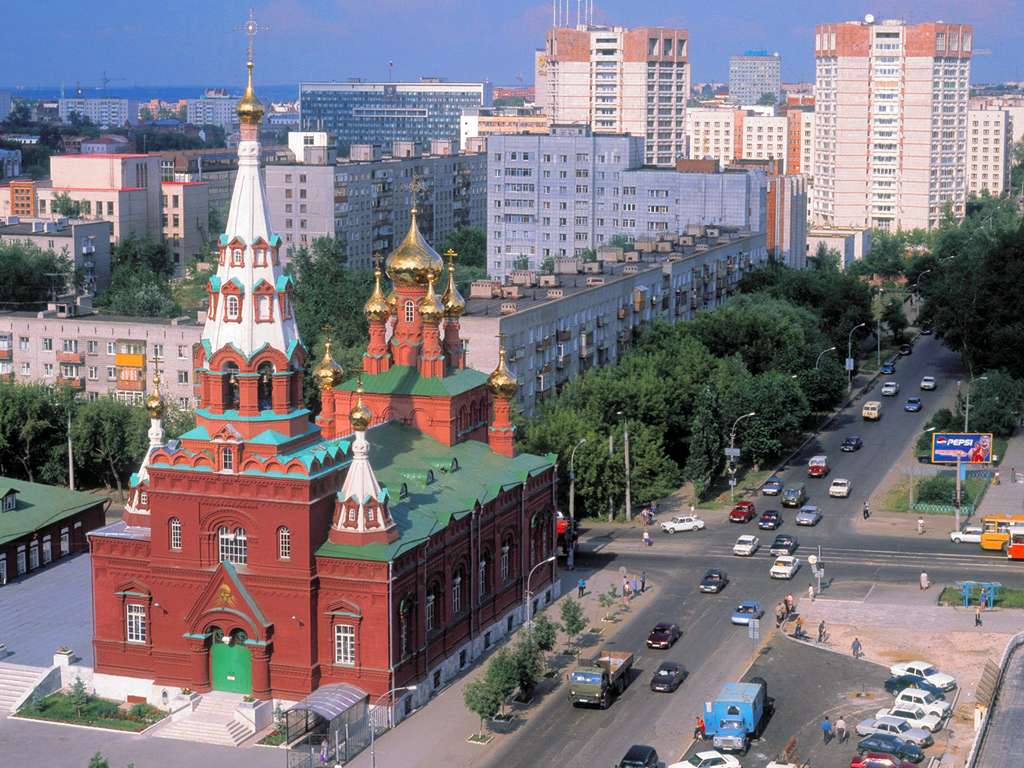
ペルミ中心部

- ルイビル、ケンタッキー州、アメリカ合衆国

## 著名出身者
- セルゲイ・ディアギレフ：芸術プロデューサー
- ナターシャ・ポーリー：ファッションモデル
- コンスタンティン・ジリャノフ：サッカー選手
- タチアナ・トトミアニナ：トリノ五輪ペア金メダリスト・プロフィギュアスケーター
- マキシム・トランコフ：ソチ五輪ペア・団体金メダリスト・プロフィギュアスケーター